# Theodore Melfi
Theodore Melfi (Brooklyn) é um cineasta e roteirista estadunidense. Tornou-se conhecido por seu filme de estreia St. Vincent, protagonizado por Bill Murray, e Hidden Figures.

## Filmografia
| 2007 | Game of Life                              | Não | Não | Sim |
| 2010 | Bed & Breakfast: Love is a Happy Accident | Não | Não | Sim |
| 2014 | St. Vincent                               | Sim | Sim | Sim |
| 2016 | Hidden Figures                            | Sim | Sim | Sim |
| 2017 | Going in Style                            | Não | Sim | Não |